# Vieu

Vieu este o comună în departamentul Ain din estul Franței.